# 가순궁주
가순궁주(嘉順宮主, 생몰년 미상)는 고려의 왕족이다. 희종과 성평왕후의 넷째 딸이다.

## 생애
생몰년은 명확하지 않으며, 고려의 제21대 국왕인 희종과 성평왕후의 넷째 딸로 태어났다. 성은 왕, 본관은 개성이다. 고종의 왕비인 안혜왕후의 친동생이며, 원종의 제2비 경창궁주의 어머니이다.
가순궁주의 아버지 희종은 무신정권 시기에 즉위한 왕으로, 재위 중 당대의 권력자이던 최충헌을 제거하려다 실패하여 도리어 최충헌에게 폐위되고 유배를 가게 되었다. 덕창궁주의 어머니 성평왕후는 종실 영인후 왕진의 딸로, 어머니는 명종의 딸 연희궁주이다. 또 성평왕후의 친조모는 인종의 딸 창락궁주이니, 가순궁주는 선대의 왕들과 여러 갈래의 친족 관계로 얽혀 있다.
《고려사》에는 가순궁주에 대해 종실 신안공 왕전과 혼인했다는 것 말고는 이렇다 할 기록이 없다. 호는 가순궁주(嘉順宮主)이다.
한편 2007년 11월 경기도 고양시 북한산 삼천사지에서 가순궁주 관련 유물이 발견되었는데, 이름은 "가순궁주명금니목가구편(嘉順宮主 銘金泥木家具片)"이다. 이 유물은 가순궁주가 삼천사에 시주한 것을 확인케 하는 것으로, 당시 사찰의 유세가 대단했음을 짐작케 하는 의의를 가진다.

## 가족 관계
가순궁주는 종실 신안공 왕전과 혼인하였다. 왕전은 현종의 아들 평양공 왕기의 8세손이며, 1261년(원종 2년) 음력 1월 19일에 죽었다.
- 부왕 : 제21대 희종(熙宗, 1181~1237, 재위:1204~1211)
- 모후 : 성평왕후 (成平王后, ?~1247)
  - 남매 : 창원공 왕지(昌原公 王祉, 1197~1262)
  - 남매 : 시령후 왕위(始寧侯 王禕, 생몰년 미상)
  - 남매 : 경원공 왕조(慶原公 王祚, ?~1279)
  - 남매 : 대선사 경지(大禪師 鏡智, 생몰년 미상)
  - 남매 : 충명국사 각응(冲明國師 覺膺, 생몰년 미상)
  - 언니 : 고종의 왕비 안혜왕후(安惠王后, ?~1232)
    - 조카이자 사위 : 고려의 제24대 왕 원종(元宗, 1219~1274)

  - 언니 : 영창공주(永昌公主, 생몰년 미상)
  - 동생 : 덕창궁주(德昌宮主, 생몰년 미상)
  - 동생 : 정희궁주(貞禧宮主, 생몰년 미상)
- 시아버지 : 하원공 왕춘(河源公 王瑃, 생몰년 미상)
  - 남편 : 신안공 왕전(新安公 王佺, ?~1261)
    - 딸 : 원종의 제2비 경창궁주(慶昌宮主, 생몰년 미상)